# 納爾遜崖
71°14′S 168°42′E / 71.233°S 168.700°E
納爾遜崖是南極洲的山崖，位於維多利亞地的彭內爾海岸，處於辛普森冰川西岸，由英國探險隊繪入地圖，以隨隊的生物學家命名，現時由南極條約體系管理。